# Moulins (Aisne)
Moulins település Franciaországban, Aisne megyében. Lakosainak száma 77 fő (2022. január 1.). Moulins Bourg-et-Comin, Paissy és Vendresse-Beaulne községekkel határos.

## Népesség
A település népességének változása:
| Lakosok száma | 111  | 89   | 86   | 98   | 103  | 86   | 76   | 78   | 78   | 77   |
|               | 1968 | 1982 | 1990 | 2006 | 2011 | 2013 | 2017 | 2019 | 2020 | 2022 |